# Dan Roman
Dan Mihai Roman (* 23. Dezember 1985 in Cluj-Napoca) ist ein ehemaliger rumänischer Fußballspieler. Er bestritt insgesamt 144 Spiele in der Liga 1.

## Karriere
Nach seiner Jugendzeit bei Gloria Bistrița begann die Karriere von Roman im Jahr 2006 bei Mobila Sovata in der Liga III. Nach elf Toren in 15 Spielen kehrte er Anfang 2007 nach Bistrița zurück. In der Liga 1 konnte er seine Torgefährlichkeit jedoch nicht unter Beweis stellen und wurde im Sommer 2007 für ein Jahr an Forex Brașov in die Liga II ausgeliehen. Dort kam er in der Spielzeit 2007/08 auf sieben Treffer bei 31 Einsätzen. Nach seiner Rückkehr kam er für Gloria in der Saison 2008/09 nur zu vier Einsätzen.
Im Sommer 2009 kehrte Roman Bistrița den Rücken und schloss sich CSM Râmnicu Vâlcea an, das seinerzeit in der Liga II spielte. Ein halbes Jahr später verpflichtete ihn Ligakonkurrent FCM Târgu Mureș, mit dem er am Ende der Saison 2009/10 in die Liga 1 aufsteigen konnte. Anfang 2011 zog es ihn zu Gaz Metan Mediaș. Mit Gaz Metan konnte er die Spielzeit 2010/11 auf dem siebenten Platz abschließen und die Qualifikation zur Europa League erreichen. In den folgenden Jahren kämpfte er mit seiner Mannschaft um den Klassenverbleib. Im Sommer 2015 verpflichtete ihn der FC Botoșani, den er ein Jahr später zu CSMS Iași verließ. Hier blieb er nur zwei Monate, ehe er sich Anfang September 2016 CFR Cluj anschloss. In Cluj kam er meist als Einwechselspieler zum Zuge. Im Sommer 2017 verließ er den Klub wieder und heuerte bei UTA Arad in der Liga II an. Zwei Monate später wechselte er zu Ligakonkurrent FC Hermannstadt, wo er Ende 2017 seine Laufbahn beendete.

## Erfolge
- Aufstieg in die Liga 1: 2010